# Wallenfels
Wallenfels é uma cidade da Alemanha, localizada no distrito de Kronach, no estado de Baviera.